# Бой на Руфиджи
Бой на Руфиджи (англ. Battle of Rufiji Delta, нем. Seegefecht bei Rufiji) — сражение, состоявшееся с октября 1914 года по 11 июня 1915 года во время Первой мировой войны в Германской Восточной Африке (современная Танзания). Бой представлял собой попытки мощной британской группировки блокировать и уничтожить германский лёгкий крейсер «Кёнигсберг», что в итоге привело к гибели последнего.

## Предыстория
В 1914 году сильнейшим немецким кораблём в Индийском океане был лёгкий крейсер «Кёнигсберг». После поломки двигательной установки «Кёнигсберг» был вынужден укрыться в дельте реки Руфиджи вместе с судном снабжения «Сомали», ожидая там, пока повреждённые детали не отвезут по суше в Дар-эс-Салам для ремонта. В конце октября 1914 года «Кёнигсберг» был обнаружен британским крейсером «Чатам». 5 ноября в район прибыли крейсера «Дартмут» и «Уэймут», и немецкий крейсер оказался заблокирован в дельте реки. В начале ноября «Чатам» открыл огонь с большого расстояния и поджёг «Сомали», но не смог попасть в «Кёнигсберг», который быстро ушёл вверх по реке. Британские корабли были сильнее «Кёнигсберга», но из-за большей осадки не могли войти в речную дельту. Экипаж «Кёнигсберга» замаскировал свой корабль так, что издали он выглядел частью росшего у воды леса.

## Битва

### Блокада

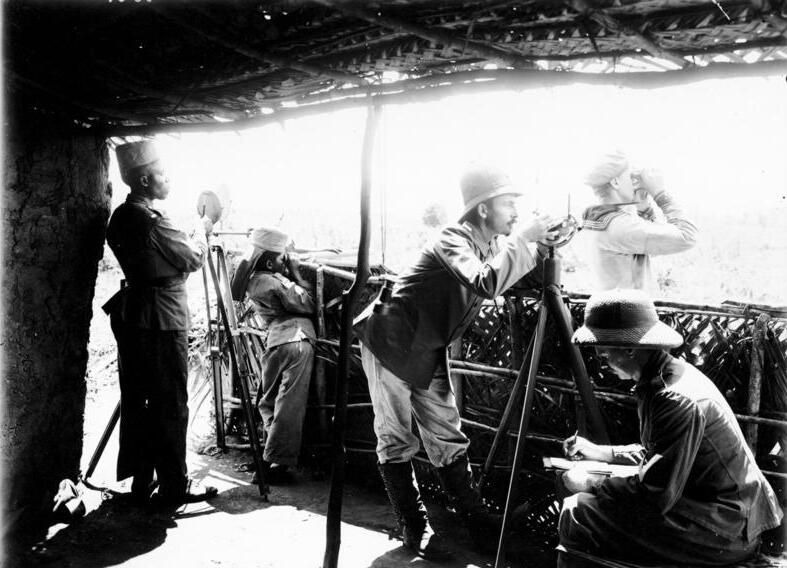
Немецкий артиллерийский наблюдательный пункт — часть наземной обороны, созданной вокруг «Кёнигсберга» в дельте Руфиджи

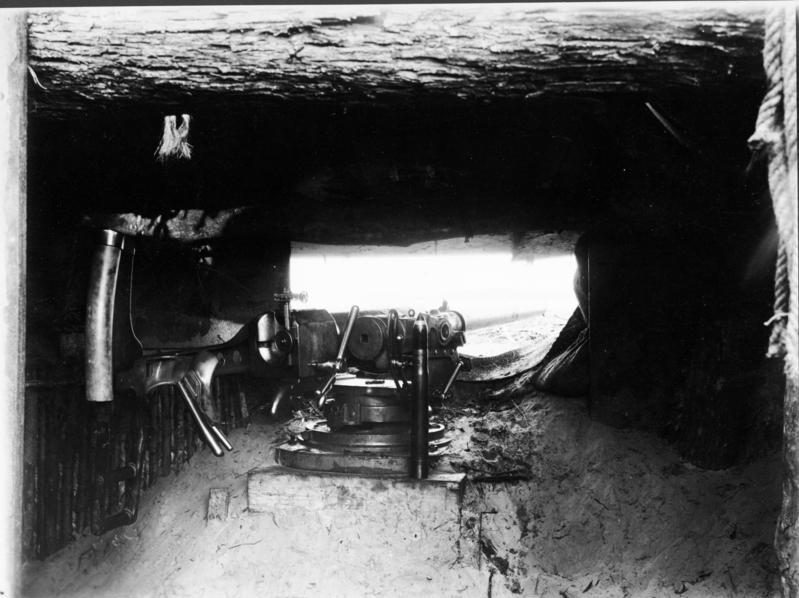
Немецкая боевая позиция в дельте, в центре — пушка, снятая с «Кёнигсберга»

Британцы предприняли несколько попыток потопить «Кёнигсберг», включая попытку торпедного катера с малой осадкой проскользнуть (с сопровождением) на расстояние атаки, но все они были легко отбиты немецкими силами, закрепившимися в дельте. В одном из рукавов дельты был затоплен брандер «Ньюбридж», чтобы не дать немцам выйти из блокады, однако позднее британцы обнаружили ещё один рукав, пригодный для бегства. Некоторые из рукавов британцы усеяли макетами мин, однако такое заграждение не считалось ими надёжным .
Гражданский пилот по имени Катлер был нанят, чтобы с помощью его гидросамолета «Кёртис» провести авиаразведку. Самолет был сбит, хотя это и доказало присутствие в дельте неуловимого крейсера. Пара гидросамолётов «Сопвич» Королевской военно-морской авиации была прислана для проведения разведки и возможной бомбардировки корабля, однако они быстро вышли из строя, не выдержав тропических условий.
Трём гидросамолётам «Шорт» повезло немного больше: они успели сделать фотографии крейсера, прежде чем были выведены из строя немецким огнём и африканским зноем, расплавившим клей.
Попытки потопить крейсер из 12-дюймовых орудий старого линкора «Голиаф» также не увенчались успехом из-за невозможности подойти по мелководью на расстояние выстрела.
К марту 1915 года начались перебои с продовольствием, многие члены немецкого экипажа скончались от малярии и других тропических болезней. Из-за отрезанности от внешнего мира боевой дух немецких моряков стал падать. Однако вскоре нашёлся способ исправить ситуацию с провизией и, возможно, прорваться через блокаду. Захваченное Германией британское торговое судно «Рубенс» переименовали в «Кронберг», судно получило датский флаг, новые документы и команду из немцев, говорящих по-датски. После этого судно было загружено углем, полевыми орудиями, боеприпасами, пресной водой и снаряжением. После успешного проникновения в воды Восточной Африки судно было перехвачено английским крейсером «Гиацинт», загнавшим его в залив Манза. Судно было подожжено экипажем, покинувшим его. Позднее большая часть груза была спасена немцами, которые использовали его в наземной обороне, часть груза доставили на «Кёнигсберг».

### Затопление

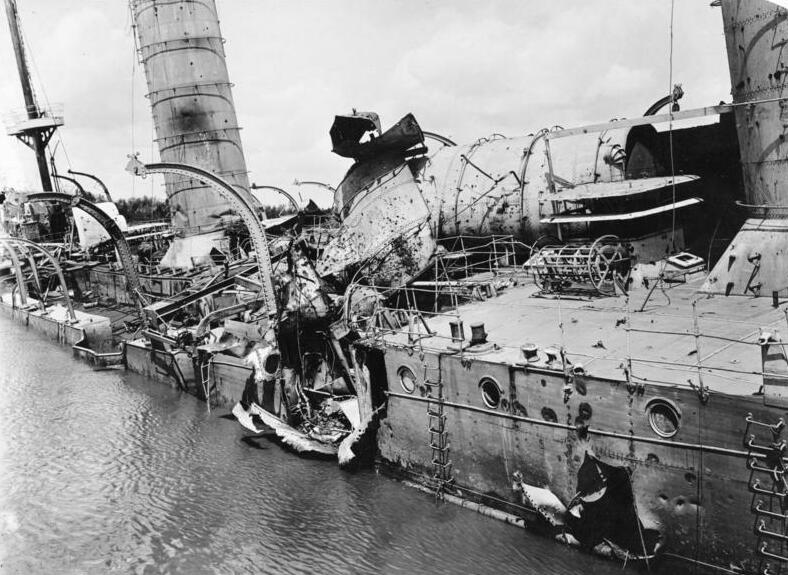
Боевые повреждения «Кёнигсберга»

Два британских монитора типа «Хамбер» с малой осадкой — «Северн» и «Мерси» — были специально отбуксированы с Мальты через Красное море и прибыли к реке Руфиджи 15 июня. С мониторов были удалены второстепенные детали, их броня была усилена, и под прикрытием всего остального флота они направились в дельту. Эскадрилья из 4 самолётов наземного базирования — 2 «Кодрона» и 2 «Фармана» с острова Мафия — оказывала помощь в корректировке огня мониторов. Корабли вели бой с «Кёнигсбергом» с дальней дистанции при поддержке наземных корректировщиков. Хотя «Мерси» был подбит и первоначально мониторы не добились своей цели, они вернулись 11 июля. Наконец, их 6-дюймовые орудия подавили вооружение крейсера, а затем затопили его. Примерно в 14:00 командир Лооф был вынужден окончательно уничтожить свой корабль, взорвав его торпедой. После этих событий Великобритания стала бесспорно сильнейшей морской державой в Индийском океане.

## Последствия
На следующий день 33 мертвых немца были похоронены 188 выжившими членами экипажа. На этом месте находится памятник с надписью: «Beim Untergang S.M.S. Königsberg am 11.7.15 gefallen…», далее список похороненных. Немцы восстановили скорострельные 105-мм орудия, снятые с «Кёнигсберга», установили их на импровизированные железнодорожные платформы и использовали их с большим успехом как мощные полевые орудия в своей партизанской кампании против союзников в Восточной Африке. Орудия были применены в качестве береговой артиллерии гавани Дар-эс-Салам, причем одно из них было установлено на пассажирское судно «Граф фон Гётцен». Последнее орудие не замолкало до октября 1917 года. Оставшиеся члены экипажа «Кёнигсберга» продолжали служить в наземных войсках под командованием генерал-майора Пауля Эмиля фон Леттов-Форбека.
Сохранились три 105-мм орудия: одно выставлено в Форт-Иисусе в Момбасе в Кении, другое в Союзных зданиях в Претории в Южной Африке и третье в казармах города Джинджа в Уганде. Существуют слухи о наличии четвёртого орудия где-то в Конго, однако этому нет никаких подтверждений.